# Южно-Китайские горы
Ю́жно-Кита́йские го́ры — горная система на юго-востоке Китая, к югу от долины реки Янцзы. Имеет вид дуги протяжённостью более 2000 км, обращённой выпуклостью на юго-восток, которая состоит из разнородных и разно ориентированных горных хребтов, в том числе горы Наньлин и Уишань.
Преобладающие высоты гор составляют 800—1000 м, наибольшая — 2158 м. Горы имеют сложное геологическое строение, в котором сочетаются гранитные массивы и древние кристаллические породы, а также песчаники, сланцы, известняки. Характерны различные формы выветривания в гранитах и песчаниках. Ступенчатые склоны гор расчленены лабиринтообразной сетью речных долин (главным образом бассейна Янцзы).
Южно-Китайские горы — важный климатораздел, к северу от которого преобладают субтропические, а к югу — тропические ландшафты. Количество осадков здесь составляет 1300—1700 мм в год, преимущественно летом. На северных склонах произрастают широколиственные леса из дуба, вяза, граба, бука, на южных — леса с преобладанием вечнозелёных видов — лавра, магнолий, камелий. В Южно-Китайских горах расположены охраняемые территории и заказники.